# Râul Valea Mare, Nera
Râul Valea Mare este un curs de apă, afluent al râului Nera. 